# Lipowczyce
Lipowczyce – wieś w Polsce, położona w województwie łódzkim, w powiecie radomszczańskim, w gminie Kodrąb.
W latach 1975–1998 miejscowość administracyjnie należała do województwa piotrkowskiego.

## Historia
Podczas II wojny światowej na terenie Lipowczyc odbyły się walki między wycofującymi się oddziałami niemieckimi a nacierającą Armią Czerwoną. Żołnierze wojsk niemieckich zostali schwytani i rozstrzelani. Pochowano ich w pozycji pionowej w pobliskich lasach. W 2006 odbyła się ekshumacja.
Oprócz nieśmiertelników odnaleziono przy zamordowanych m.in. brązowy krzyż za rany, czy rozsypujące się paciorki różańca schowanego w skórzanym etui. Przy wielu żołnierzach znajdowane są także elementy standardowego wyposażenia frontowego: ampułki z morfiną, sterylizowane nici do zszywania ran, maści antygrzybiczne, środki do uzdatniania wody, prezerwatywy. Mogiła w Lipowczycach kryła szczątki 72 Niemców. Osobą, która naprowadziła badaczy do tego miejsca, był syn zabitego tam żołnierza Andrzej Łęc.

## Turystyka
Otaczające miejscowość lasy są siedliskiem wielu gatunków zwierząt, m.in.: wiewiórek, lisów, dzików, saren, bobrów, łosi. Znajduje się tu także kąpielisko, przez lata zaniedbane i zdewastowane przez miejscową młodzież, dziś są w rękach prywatnego inwestora z Radomska i systematycznie odrestaurowywane i użytkowane przez okolicznych wędkarzy. Latem 2012 r. na terenie dawnej szkoły wybudowano plac zabaw dla lokalnej społeczności. Wieś dysponuje poza tym obiektem sportowym, na którym dzieci mogą uprawiać piłkę nożną, siatkówkę, a zimą hokej.

## Zabytki
- XVI-wieczna kaplica zdobiona ornamentami.